# ПАР на літніх Олімпійських іграх 2020
Південно-Африканську Республіку на літніх Олімпійських іграх 2020 представляли сто сімдесят сім спортсменів у дев'ятнадцятьох видах спорту.